# Janne Devos
Janne Devos (25 mei 1999) is een Belgisch volleybalster.

## Levensloop
Devos begon met volleyball bij Apollo Koekelare. Na haar studies aan de Topsportschool Vilvoorde ging ze aan de slag bij Asterix Avo Beveren. Met deze club werd ze tweemaal landskampioen (2018 en 2019) en eenmaal bekerwinnaar (2018). Ook won ze er tweemaal de Supercup (2017 en 2018). Vervolgens was ze aan de slag bij Saturnus Volley Michelbeke en VDK Gent. Met deze club won ze in 2021-'22 haar derde landstitel. Sinds 2022 komt ze uit voor Volley Haasrode Leuven.
Devos studeerde 'lichamelijke opvoeding - bewegingswetenschappen' aan de KU Leuven. Daarnaast is ze deeltijds actief als jeugdcoach aan de Topsportschool beachvolleybal aan het Redingenhof. Een sport die ze ook zelf uitoefent.
Devos is afkomstig uit Koekelare. Haar vader (Koen) is eveneens actief in het volleybal.